# The Boys of Summer
The Boys of Summer is een nummer van de Amerikaanse muzikant Don Henley. Het nummer verscheen op zijn album Building the Perfect Beast uit 1984. Op 29 oktober van dat jaar werd het nummer uitgebracht als de eerste single van het album.

## Achtergrond
"The Boys of Summer" is geschreven door Henley, waarbij de muziek werd geschreven door Tom Petty and the Heartbreakers-gitarist Mike Campbell. In november 2003 zei Campbell hierover: "Ik had een demo gemaakt op mijn 4-track en liet het horen aan Tom Petty, maar destijds werkten we aan het album Southern Accents en het klonk niet echt als iets dat op het album zou passen. De producer waar we mee werkten, Jimmy Iovine, belde me op een dag op en zei dat hij een gesprek heeft gehad met Don [Henley], die ik nooit ontmoet had, en zei dat hij naar een aantal nummers aan het zoeken was. Hij gaf me zijn nummer en ik belde hem op en speelde het voor hem en hij belde me de volgende dag en zei dat hij het in zijn auto afspeelde en dat hij de tekst had opgeschreven en hij het op wilde nemen. Dat is zo'n beetje hoe het begonnen is. Eigenlijk wilde hij dat wij de demo zo dicht mogelijk zouden benaderen op de studio-opname. Uiteindelijk hadden we de toon van de stem veranderd. We namen het in een keer op, overdubden het geheel en toen besloot hij om de toon een halve noot te verhogen, dus moesten we het nummer helemaal opnieuw opnemen, maar het werd uiteindelijk best goed."
De tekst van "The Boys of Summer" gaat over het voorbijgaan van de jeugd en het ingaan van de middelbare leeftijd, met het thema "zomerliefde" in de refreinen, en een herinnering aan een voormalige relatie. In een interview met het tijdschrift Rolling Stone vertelde Henley dat het nummer meer gaat over het ouder worden en vragen stellen over het verleden. Dit thema komt vaker voor in de teksten van Henley, waaronder de nummers "The End of the Innocence" en "Taking You Home". In een interview met het tijdschrift NME vertelde Henley dat de regel "Deadhead sticker on a Cadillac" een voorbeeld is van het verkopen van zijn generatie: "Ik reed op de San Diego Freeway en ik werd ingehaald door een Cadillac Seville van $21.000, het statussymbool van de rechtse hogere middenklasse van de Amerikaanse bourgeoisie - die jongens met blauwe blazers en grijze broeken - en er zat een Grateful Dead-bumpersticker op!"
"The Boys of Summer" werd eind 1984 - begin 1985, een hit in een aantal landen. In Henley's thuisland de Verenigde Staten bereikte de plaat de 5e positie in de Billboard Hot 100, terwijl de plaat vijf weken bovenaan de rocklijsten stond. In Canada werd de 15e positie bereikt, Nieuw-Zeeland en Duitsland de 18e, Australië de 3e, Ierland de 7e en in het Verenigd Koninkrijk de 12e positie in de UK Singles Chart. Dezelfde positie in het Verenigd Koninkrijk werd bereikt bij een heruitgave van het nummer op vinyl en cd-single in 1998. 
In Nederland werd de plaat op maandag 7 januari 1985 door dj Frits Spits en producer-invaller Tom Blomberg in het radioprogramma De Avondspits verkozen tot de 329e NOS Steunplaat van de week op Hilversum 3 en werd een radiohit in de destijds drie landelijke hitlijsten op de nationale publieke popzender. De plaat bereikte de 26e positie in de Nederlandse Top 40, de 23e positie in de Nationale Hitparade en piekte op de 20e positie in de TROS Top 50. In de Europese hitlijst op Hilversum 3, de TROS Europarade, werd géén notering behaald. 
In België werd géén notering behaald in zowel de voorloper van de Vlaamse Ultratop 50, de Vlaamse Radio 2 Top 30 als de Waalse hitlijst.  
In 1986 won Henley een Grammy Award voor het nummer in de categorie Best Male Rock Vocal Performance. In 2004 zette Rolling Stone de plaat op de 416e positie in hun lijst The 500 Greatest Songs of All Time. Tijdens concerten van zijn band Eagles, die in 1980 uit elkaar gingen maar vanaf 1994 weer op zouden treden, zong Henley vaak "The Boys of Summer", waarbij een versie uit 2004 verscheen op de live-DVD Farewell 1 Tour: Live from Melbourne uit 2005.
Sinds de allereerste editie in december 1999 staat de plaat onafgebroken genoteerd in de jaarlijkse NPO Radio 2 Top 2000 van de Nederlandse publieke radiozender NPO Radio 2, met als hoogste notering een 338e positie in 2002.

## Videoclip
In de videoclip voor "The Boys of Summer", opgenomen in zwart-wit, wordt de hoofdpersoon van het nummer afgebeeld in drie delen van zijn leven (een jonge jongen, een jongvolwassene en een man van middelbare leeftijd) en kijkt hij terug op een vroegere relatie. Dit wordt aangetoond tijdens de regel "A little voice inside my head said don't look back, you can never look back", waarbij zij allemaal over hun schouder kijken. Tussen deze scènes door is Henley te zien die het nummer playbackt in een rijdende cabriolet. Aan het eind van de video rijdt Henley de auto weg van zijn plaats voor een projectiescherm. In 1985 ontving Henley voor deze videoclip vier MTV Video Music Awards in de categorieën "Best Direction", "Best Art Direction", "Best Cinematography" en de belangrijkste categorie "Video of the Year". In Nederland werd de videoclip destijds op televisie uitgezonden door de popprogramma's AVRO's Toppop, Countdown van Veronica en Popformule van de TROS.

## Covers
In 2002 werd "The Boys of Summer" gecoverd door DJ Sammy met vocalen van Loona. In november 2002 werd het nummer uitgebracht als de derde single van zijn album Heaven. Deze versie bereikte de tweede plaats in het Verenigd Koninkrijk en werd in een aantal andere landen ook een top 10-hit. In de Nederlandse Top 40 piekte het nummer op de negentiende plaats. In 2003 werd het nummer gecoverd door de rockband The Ataris als de tweede single van hun album So Long, Astoria. Hun versie bereikte de twintigste plaats in de Verenigde Staten en de tweede plaats in de rocklijsten in het land.

## Hitnoteringen

### Don Henley

#### Nederlandse Top 40
| Hitnotering: 16-02-1985 t/m 09-03-1985 | Hitnotering: 16-02-1985 t/m 09-03-1985 | Hitnotering: 16-02-1985 t/m 09-03-1985 | Hitnotering: 16-02-1985 t/m 09-03-1985 | Hitnotering: 16-02-1985 t/m 09-03-1985 | Hitnotering: 16-02-1985 t/m 09-03-1985 |
| Week                                   | 1                                      | 2                                      | 3                                      | 4                                      |                                        |
| -------------------------------------- | -------------------------------------- | -------------------------------------- | -------------------------------------- | -------------------------------------- | -------------------------------------- |
| Nummer                                 | 37                                     | 28                                     | 26                                     | 29                                     | uit                                    |

#### Nationale Hitparade
| Hitnotering: 02-02-1985 t/m 16-03-1985 | Hitnotering: 02-02-1985 t/m 16-03-1985 | Hitnotering: 02-02-1985 t/m 16-03-1985 | Hitnotering: 02-02-1985 t/m 16-03-1985 | Hitnotering: 02-02-1985 t/m 16-03-1985 | Hitnotering: 02-02-1985 t/m 16-03-1985 | Hitnotering: 02-02-1985 t/m 16-03-1985 | Hitnotering: 02-02-1985 t/m 16-03-1985 | Hitnotering: 02-02-1985 t/m 16-03-1985 |
| Week                                   | 1                                      | 2                                      | 3                                      | 4                                      | 5                                      | 6                                      | 7                                      |                                        |
| -------------------------------------- | -------------------------------------- | -------------------------------------- | -------------------------------------- | -------------------------------------- | -------------------------------------- | -------------------------------------- | -------------------------------------- | -------------------------------------- |
| Positie                                | 41                                     | 31                                     | 25                                     | 29                                     | 23                                     | 34                                     | 46                                     | uit                                    |

#### TROS Top 50
Hitnotering: 07-02-1985 t/m 07-03-1985. Hoogste notering: #20.

#### NPO Radio 2 Top 2000
| Nummer met noteringen in de NPO Radio 2 Top 2000 | '99 | '00 | '01 | '02 | '03 | '04 | '05 | '06 | '07 | '08 | '09 | '10 | '11 | '12 | '13 | '14 | '15 | '16 | '17 | '18 | '19 | '20 | '21 | '22 | '23 | '24 |
| ------------------------------------------------ | --- | --- | --- | --- | --- | --- | --- | --- | --- | --- | --- | --- | --- | --- | --- | --- | --- | --- | --- | --- | --- | --- | --- | --- | --- | --- |
| The Boys of Summer                               | 443 | 409 | 543 | 338 | 359 | 359 | 438 | 470 | 562 | 429 | 516 | 597 | 509 | 661 | 456 | 485 | 508 | 500 | 557 | 580 | 615 | 604 | 630 | 648 | 686 | 635 |

1. ↑  Een vetgedrukt getal geeft de hoogste notering aan.

### DJ Sammy

#### Nederlandse Top 40
| Hitnotering: 04-01-2003 t/m 01-02-2003 | Hitnotering: 04-01-2003 t/m 01-02-2003 | Hitnotering: 04-01-2003 t/m 01-02-2003 | Hitnotering: 04-01-2003 t/m 01-02-2003 | Hitnotering: 04-01-2003 t/m 01-02-2003 | Hitnotering: 04-01-2003 t/m 01-02-2003 | Hitnotering: 04-01-2003 t/m 01-02-2003 |
| Week                                   | 1                                      | 2                                      | 3                                      | 4                                      | 5                                      |                                        |
| -------------------------------------- | -------------------------------------- | -------------------------------------- | -------------------------------------- | -------------------------------------- | -------------------------------------- | -------------------------------------- |
| Nummer                                 | 19                                     | 19                                     | 28                                     | 29                                     | 38                                     | uit                                    |

#### Mega Top 100
| Hitnotering: 07-12-2002 t/m 22-02-2003 | Hitnotering: 07-12-2002 t/m 22-02-2003 | Hitnotering: 07-12-2002 t/m 22-02-2003 | Hitnotering: 07-12-2002 t/m 22-02-2003 | Hitnotering: 07-12-2002 t/m 22-02-2003 | Hitnotering: 07-12-2002 t/m 22-02-2003 | Hitnotering: 07-12-2002 t/m 22-02-2003 | Hitnotering: 07-12-2002 t/m 22-02-2003 | Hitnotering: 07-12-2002 t/m 22-02-2003 | Hitnotering: 07-12-2002 t/m 22-02-2003 | Hitnotering: 07-12-2002 t/m 22-02-2003 | Hitnotering: 07-12-2002 t/m 22-02-2003 | Hitnotering: 07-12-2002 t/m 22-02-2003 |
| Week                                   | 1                                      | 2                                      | 3                                      | 4                                      | 5                                      | 6                                      | 7                                      | 8                                      | 9                                      | 10                                     | 11                                     |                                        |
| -------------------------------------- | -------------------------------------- | -------------------------------------- | -------------------------------------- | -------------------------------------- | -------------------------------------- | -------------------------------------- | -------------------------------------- | -------------------------------------- | -------------------------------------- | -------------------------------------- | -------------------------------------- | -------------------------------------- |
| Positie                                | 59                                     | 69                                     | 62                                     | 33                                     | 32                                     | 31                                     | 38                                     | 47                                     | 56                                     | 75                                     | 83                                     | uit                                    |